# Попруга

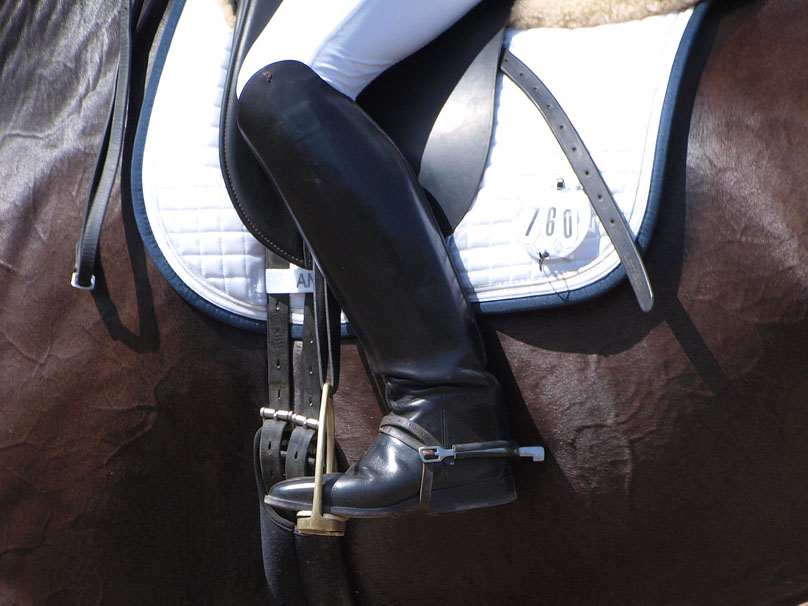
Попруга з лівими пристругами

Попру́га, заст. підпру́га — частина кінської верхової і упряжної збруї — широкий ремінь, що затягується попід черевом коня, закріплюючи сідло (в упряжних коней сіделко). Попруга виготовляється зі шкіри або синтетичного матеріалу, на кінцях споряджається пряжками (часто по 2 з кожного кінця). Охоплює корпус знизу і з обох боків і пристібується до приструг — прикріплених до сідла ременів (в упряжних коней — до гортів сіделка). У разі використовування підперсника (нагрудника у формі літери Y) до попруги кріпиться його нижній ремінь.
До попруги можуть кріпитися допоміжні ремені, що служать для керування конем, — мартингал, шпрунт, шамбон та ін.
Надто туго затягнута попруга може викликати так зване «запопруження» — ущемлення шкіри в ділянці попруги в результаті опускання голови до землі.